# Sense cap motiu aparent
Sense cap motiu aparent  (títol original: No Good Deed) és una pel·lícula germano- estatunidenca dirigida per Bob Rafelson l'any 2002. Ha estat doblada al català.

## Argument
La veïna d'un policia decebut, diabètic i que toca el violoncel, li demana trobar la seva filla que ha fugit amb un adolescent de la seva edat. En el moment de la seva investigació sobre el terreny, cau sense adonar-se'n sobre un equip de malfactors disfressats que estan a punt d'atracar un banc. El policia es segrestat durant l'operació, sota la vigilància de la seductora dona melòmana de l'equip que manipula tots els protagonistes masculins jugant amb els seus sentiments.

## Repartiment
- Samuel L. Jackson: Jack Friar
- Milla Jovovich: Erin
- Stellan Skarsgård: Tyrone
- Doug Hutchison: Hoop
- Joss Ackland: Mr. Quarre
- Grace Zabriskie: Mrs. Quarre
- Jonathan Higgins: David Brewster
- Shannon Lawson: Amy
- Robert Welch: Willy

## Crítica
- "A partir d'un atractiu relat de Dashiell Hammett (...) Sens dubte el millor és el duel interpretatiu (...) Jovovich destapa aquí els seus innats dots de seducció."[3]
- "Malgrat els seus prometedors ingredients (...) manca d'intriga (...) Puntuació: ★★ (sobre 4)."[4]